# Xã Hurricane, Quận Cleveland, Arkansas
Xã Hurricane (tiếng Anh: Hurricane Township) là một xã thuộc quận Cleveland, tiểu bang Arkansas, Hoa Kỳ. Năm 2010, dân số của xã này là 528 người.